# Боборико, Маина Максимовна
Маина Боборико (Маина Максимовна Кузнецова-Боборико) (21 марта 1930, Витебск — 1 ноября 2021, Витебск) — советская и белорусская русскоязычная писательница, сказочница, поэтесса, журналист. Пишет сказки, очерки и стихи для детей и взрослых. Автор сотен публикаций в белорусской прессе, лауреат литературных премий. Её детские повести и рассказы не раз сравнивались с книгами шведской детской писательницы Астрид Линдгрен.

## Биография
Будущая писательница Маина Боборико родилась в г. Витебске в семье служащих. Её детство выпало на годы Великой Отечественной войны. В 1941 году Маине было 11 лет. Её семья была эвакуирована в д. Урсала Альметьевского района Татарстана. Там, зачитываясь книгой Гайдара «Тимур и его команда», одиннадцатилетняя Маина организовала свою «маиновскую команду». Свою жизнь в эвакуации Маина опишет через 70 лет в разделе воспоминаний «Взмахнуло прошлое крылом» сборника «Шорох времени».
После возвращения в Витебск в 1946 г. Маина окончила вечернюю школу рабочей молодёжи при фабрике «Знамя индустриализации», где одновременно работала машинисткой. Тогда же начала писать стихи, очерки и рассказы, которые печатались сначала в фабричной газете, а позже уже и в областной — «Віцебскі рабочы», редакция которой однажды отправила стихи Боборико в Минск в Союз писателей. Там они попали в руки к белорусской поэтессе Эди Огнецвет, которая и рекомендовала рукопись издательству. Так с 1964 года стали издаваться книги Маины Боборико.

### Литературная деятельность
Первый сборник стихов Маины Боборико «Книжкина неделя» вышел в 1964 г. в издательстве «Беларусь», в него вошли стихи, написанные для её детей. Затем выходили сборники рассказов «Непоседы» (1965 г.), «Про Светку и её друзей» (1967 г.), повести «За круглым оконцем» (1972 г.), «А у нас во дворе» (1974 г.).
О её литературном дебюте написал писатель Станислав Шушкевич, отец Станислава Станиславовича Шушкевича, Председателя Верховного Совета Республики Беларусь,. А рецензентами первых книг были детская писательница Эди Огнецвет, Народный писатель Беларуси Янка Брыль, писатель Василь Быков, редактор журнала «Вясёлка» Алесь Пальчевский, прозаик, поэт и сценарист Михаил Герчик, народный поэт Беларуси Петрусь Бровка. На съезде писателей в Королищевичах первым литературным трудам Маины Боборико была дана высокая оценка. После чего её сказки и рассказы начали переводить на белорусский язык и регулярно печатать в популярном детском журнале «Вясёлка».
В 1965 году Маина Боборико начала работу на Витебской телестудии, где за 20 лет прошла путь от редактора до главного редактора программ для детей и юношества. Собственные стихи и зарисовки она использовала в своих телепередачах.
Тогда же по настоянию поэта Давида Симановича, с которым дружили всю творческую жизнь, поступила в Витебский государственный педагогический институт имени С. М. Кирова (сегодня — Витебский государственный университет им. П. М. Машерова) по специальности «Педагогика и методика начального обучения». Окончила его в 1968 году.
В восьмидесятые и девяностые годы XX века Маина Боборико сосредоточилась в основном на журналистике, но продолжала писать в стол. Её позднейшие литературные труды посвящены также взрослым. Эссе, зарисовки и стихи в большом количестве публиковали белорусские газеты.
В двухтысячных Маина Боборико вступила в Союз писателей Беларуси и вновь начала издавать книги, среди которых особое место занимает сборник «Шорох времени», в который вошли не издававшиеся ранее стихи, новеллы, размышления, а также воспоминания автора о детстве и юности, многие годы хранившиеся «в столе» и не предназначавшиеся для публикации. Книга получила положительные отзывы от белорусских и российских коллег, среди которых писатель из Санкт-Петербурга Алексей Любегин.
Скончалась 1 ноября 2021 года.

## Семья
- 1-й муж — Боборико, Георгий Викентьевич (род. 1930 г.)
- 2-й муж — Кузнецов, Феликс Михайлович, художник-пейзажист (род. 01.09.1940 в Белостоке)
  - Дочь — Боборико, Елена Георгиевна, художник, певица, литератор (род. 12.11.1954 в Витебске)
  - Сын — Боборико Виктор Георгиевич, редактор, Москва (род. 02.06.1958 в Витебске)

## Звания и награды
- Памятный знак ЦК ВЛКСМ за эстетическое и идеологическое воспитание детей и молодёжи (1968 г.)
- Член Союза журналистов СССР (с 1971 г.)
- Бронзовая медаль ВДНХ СССР за цикл телепередач о людях и коллективах Витебщины — участниках ВДНХ (1975 г.)
- Член Союза журналистов Беларуси (с 1976 г.)
- Член Союза писателей Беларуси (с 2005 г.)[7]
- Диплом Союза писателей Беларуси за плодотворную работу на ниве белорусской литературы (2010 г.)[8]
- «Почетный член Союза писателей Беларуси» (2010 г.)
- Почётный знак СПБ «За большой вклад в литературу» (2014 г.)[9]
- Финалист Третьего литературного конкурса на лучшее произведение для детей «Корнейчуковская премия» (Одесса). (2015 г.)[10]
- Литературная премия имени Петруся Бровки по итогам 2015 г. в номинации «Литература для детей». (2016 г.)[11][12]